# Jämförelser mellan lågkonjunkturen i slutet av 2000-talets första decennium och stora depressionen
Jämförelser mellan lågkonjunkturen i slutet av 2000-talets första decennium och stora depressionen utforskar erfarenheter gjorda i USA, Storbritannien och Irland.
Den 17 april 2009, sade Internationella valutafondens chef Dominique Strauss-Kahn att det fanns en chans att vissa länder inte får genomföra lämpliga åtgärder för att undvika återkopplingsmekanismer som så småningom kunde vända lågkonjunkturen till en depression. "Det fria fallet i den globala ekonomin kan vara på väg att avta, med en återhämtning i början av 2010, men det beror i hög grad på att rätt politiska åtgärder antas i dag." Internationella valutafonden påpekade att till skillnad från den stora depressionen var denna lågkonjunktur synkroniserad med den globala integrationen av marknaderna. Sådana synkroniserade recessioner förklarades hålla i längre än vanliga lågkonjunkturer och återhämtar sig långsammare.
Internationella valutafondens chefsekonom dr Olivier Blanchard, uppgav att andelen arbetstagare som sagts upp för långa perioder har ökat med varje nedgång under årtiondena, men denna gång har siffrorna stigit. "Långtidsarbetslösheten är alarmerande hög: i USA, där hälften av de arbetslösa har varit utan arbete i mer än sex månader, något vi inte har sett sedan den stora depressionen." Internationella valutafonden konstaterade även att en länk mellan ökande ojämlikhet inom västvärldens ekonomier och minskad efterfrågan kan förekomma. Förra gången som välståndsklyftan nådde sådana sneda ytterligheter var 1928-1929.
Den här artikeln är helt eller delvis baserad på material från engelskspråkiga Wikipedia, 18 oktober 2012.